# Athy (harpista)
Atilio Adrían Matteucci, mais conhecido por Athy (Ituzaingó (Buenos Aires), 28 de Fevereiro de 1984), é um harpista e modelo argentino.
Com tatuagens e piercings pelo corpo, Athy, além de ser um dos poucos expoentes da harpa elétrica em seu país, foge da estética tradicional de um harpista, e sua música mistura diversos estilos musicais, como o flamenco, romântica, blues, Celtic e árabe. Já participou dos vários festivais de música  no mundo, como Festival Interceltique de Lorient, Festival International de la Harpe, World Harp Festival, Rio Harp Festival, Festival Vale do Café, entre outros.
Além de seu trabalho solo, Athy já tocou com The Chieftains, Cecile Corbel, Vincenzo Zitello, Carlos Núñez Muñoz, Antonio Olmos, Pamela Schweblin, Nicolas Cuadro, Javier Rondó, Luz Yacianci, Gustavo Echeverria, Daniela Sigaud, Celtic Argentina, Marcela Cerruti, Adrian Albornoz, Nadia Birkenstock, Clotilde Trouillaud e Aida Delfino.
Em 2007, Athy participou do programa Instrumentos, (Canal (á), Argentina) falando sobre a harpa.
Como modelo, Athy participou, em 2008, de uma campanha publicitária de um novo produto da Lyon & Healy (que fabrica harpas) chamado "Silhouette electric harp". Também participou do reality show "El Casting de la tele" (Canal 13, Argentina), onde chegou até a semi-final.

## Discografia
- 2005: Solas an Anama / Luz del Alma (Kisur Records, Argentina)
- 2007: Sabour a Tiershra; «Natural Way» (Sonobook, Argentina)
- 2013: Harp Seduction. ("Freak Harp Music", Argentina)
- 2014: Mo domhan draíochta: Mi Mágico Mundo. Fantasy tracks from "Luz del Alma","Sabour a Tiershra" and "Harp Seduction". ("Freak Harp Music", Argentina)